# Friedebald Gräfe
Friedebald Gräfe (* 22. Mai 1840 in Gotha; † 22. Juni 1880 in Coburg, auch Grefe) war ein deutscher Musiker und Komponist.

## Leben
Friedebald Gräfe entstammte einer Musikerfamilie und erhielt ersten Musikunterricht auf der Violine, dem Violoncello und der Posaune von seinem Vater Johann Gottfried Gräfe, der Militärmusiker im Musikkorps des Herzoglich Sächsischen Linien-Infanterie-Regiments war. Mit 15 Jahren wurde Friedebald zum Militärdienst eingezogen und war für sechs Jahre Posaunist im Musikkorps des Infanterie-Regiments Coburg-Gotha. Nach seiner Entlassung 1862 war er während der Kursaison Violinist im Kurorchester von Bad Nauheim. Ob er in der Wintersaison als Assistent im Theater-Orchester in Gotha mitwirkte, bleibt zu erforschen. Am 1. September 1872 erhielt er eine Anstellung als Violinist  im Großherzoglichen Hof-Orchester in Coburg, wie den Akten  es Staatsarchivs Coburg zu entnehmen ist.
Gräfe komponierte das Concerto marciale (Konzert für Posaune und Orchester). Auch sein Morgengruß (eine Tagreveille für Militärmusik) ist erhalten geblieben, die Noten befinden sich in der Staatsbibliothek Coburg (Nec Cc II 46). Vermutlich ist er auch der Komponist des Militärmarsches Mit fliegenden Fahnen, der dem Königlich Bayerischen 23. Infanterie-Regiment „König Ferdinand der Bulgaren“ in Landau als Parademarsch zugeteilt war, wie das Bayerische Staatsarchiv, Abteilung IV, München, mitgeteilt hat.